# Orchis olbiensis
Espèce
Classification APG III (2009)
L'orchis de Hyères (Orchis olbiensis) est une espèce d'orchidées terrestre française.

## Description

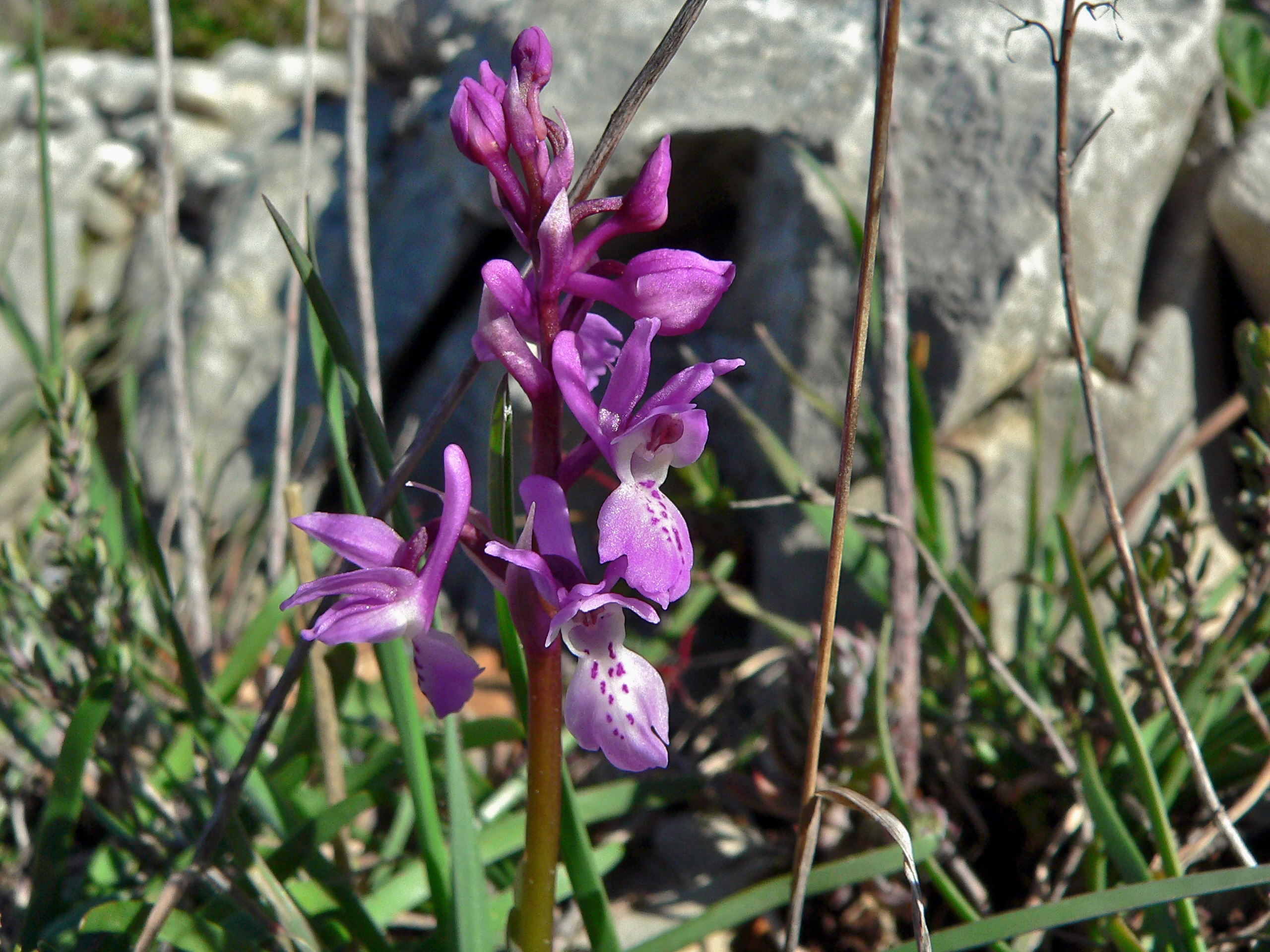
Orchis olbiensis (Alpes-Maritimes, France)

Les feuilles basales en rosette, sont oblongues et étroites, souvent tachées de brun-pourpre. L'inflorescence est un épi allongé de fleurs à symétrie bilatérale, pourpres, parfois roses. Les fleurs apparaissent à l'aisselle de bractées aussi longues que l'ovaire. Les sépales latéraux sont écartés vers l'extérieur alors que le sépale supérieur et les deux pétales latéraux sont ramenés en casque au-dessus du labelle trilobé, formant grossièrement un losange, au centre plus clair et tacheté. L'éperon est dressé et plus long que celui des autres orchis, la fleur est aussi plus pâle. L'ovaire est infère. La fleur se compose de 3 sépales pétaloïdes et de 3 pétales dont deux petits et un grand appelé labelle.

## Floraison
La floraison a lieu du mois de mars au mois de mai.

## Répartition
L'orchys de Hyères est une fleur trouvée sur la côte méditerranéenne française ainsi qu'en Corse de 0 à 1 800 m d'altitude.

## Systématique
Cette orchidée est considérée par certains auteurs comme une variété d'Orchis mascula (Orchis mascula var. olbiensis (Reut. ex Gren.) Nyman), et par d'autres comme appartenant à un genre différent (Androrchis olbiensis (Reut. ex Gren.) D. Tyteca & E. Klein).